# Aethaloessa calidalis
Aethaloessa calidalis är en fjärilsart som beskrevs av Achille Guenée 1854. Aethaloessa calidalis ingår i släktet Aethaloessa och familjen Crambidae. Inga underarter finns listade i Catalogue of Life.

## Bildgalleri

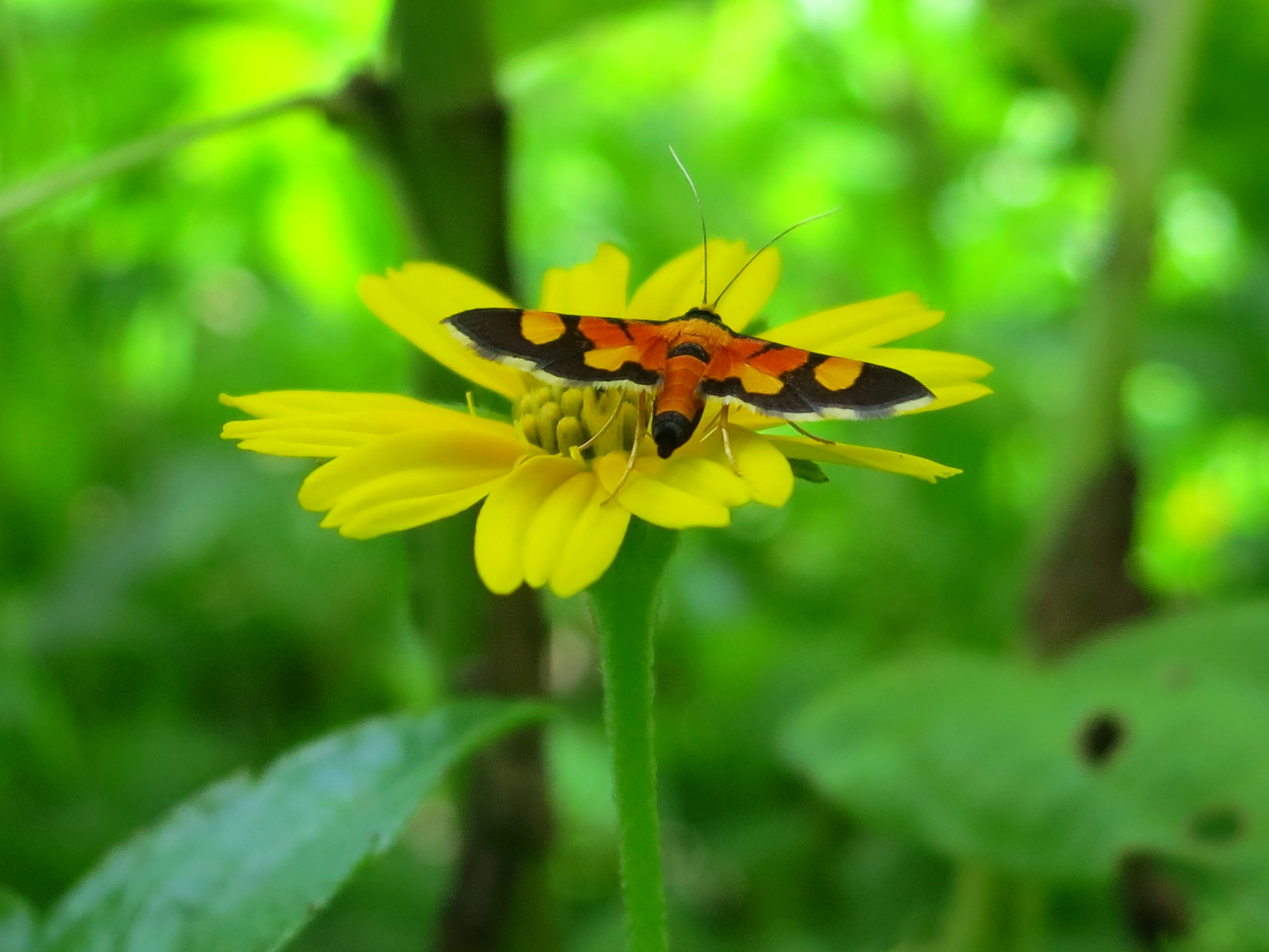